# Lorenzo Murdock
Lorenzo Murdock (nascido em 2 de fevereiro de 1961) é um ex-ciclista olímpico jamaicano. Murdock representou sua nação nos Jogos Olímpicos de Verão de 1984, na prova de corrida individual em estrada.